# El Hachemi Abdenouz
El Hachemi Abdenouz , né le 1er juillet 1956, est un athlète algérien.

## Carrière
En 1979, El Hachemi Abdenouz est médaillé de bronze du 5 000 mètres aux Jeux méditerranéens à Split.
En 1980, il dispute les Jeux olympiques d'été de 1980 à Moscou, atteignant les demi-finales du 5 000 mètres. Il est cette année-là suivante nommé meilleur athlète algérien de l'année par Algérie Presse Service.
Sur le plan national, il est sacré champion d'Algérie du 5 000 mètres en 1978, 1983 et 1984, champion d'Algérie du 1 500 mètres en 1979 et champion d'Algérie de cross long en 1981 et 1982.